# Сигмир (Бистрица-Насауд)
Сигмир (рум. Sigmir) насеље је у Румунији у округу Бистрица-Насауд у општини Бистрица. Oпштина се налази на надморској висини од 388 m.

## Становништво
Према подацима из 2002. године у насељу је живело 786 становника.

### Попис2002.
| Расподела становништва по националности 2002.‍ | Расподела становништва по националности 2002.‍ | Расподела становништва по националности 2002.‍ | Расподела становништва по националности 2002.‍ | Расподела становништва по националности 2002.‍ |
| --------------------------------------------- | --------------------------------------------- | --------------------------------------------- | --------------------------------------------- | --------------------------------------------- |
|                                               |                                               |                                               |                                               |                                               |
| Румуни                                        | Румуни                                        |                                               | 685                                           | 87,3%                                         |
| Мађари                                        | Мађари                                        |                                               | 6                                             | 0,8%                                          |
| Роми                                          | Роми                                          |                                               | 94                                            | 12,0%                                         |